# Wikipedia in malese
La Wikipedia in malese (Wikipedia Bahasa Melayu) è la versione ufficiale di Wikipedia in lingua malese.

## Statistiche
La Wikipedia in malese ha 415 073 voci, 1 140 516 pagine, 351 447 utenti registrati di cui 701 attivi, 13 amministratori e una "profondità" (depth) di 17 (al 21 marzo 2025).
È la 35ª Wikipedia per numero di voci ma, come "profondità", è la 52ª fra quelle con più di 100.000 voci (al 14 ottobre 2024).

## Cronologia
- 7 febbraio 2004 — supera le 1000 voci
- 21 dicembre 2005 — supera le 10.000 voci
- 24 settembre 2009 — supera le 50.000 voci ed è la 44ª Wikipedia per numero di voci
- 9 gennaio 2011 — supera le 100.000 voci ed è la 36ª Wikipedia per numero di voci
- 13 dicembre 2012 — supera le 150.000 voci ed è la 32ª Wikipedia per numero di voci
- 21 marzo 2013 - supera le 200.000 voci ed è la 29ª Wikipedia per numero di voci
- 23 luglio 2017 - supera le 300.000 voci ed è la 29ª Wikipedia per numero di voci
- 10 gennaio 2025 – supera le 400.000 voci ed è la 35ª Wikipedia per numero di voci